# Unione dei Nazionalisti e dei Repubblicani Lituani
L'Unione dei Nazionalisti e dei Repubblicani Lituani (in lituano: Lietuvių tautininkų ir respublikonų sąjunga) è stato un partito politico lituano di orientamento nazional-conservatore fondato nel 2017 dalla confluenza tra l'Unione dei Nazionalisti Lituani (Lietuvių tautininkų sąjunga - LTS) e il Partito dei Repubblicani (Respublikonų partija - RP).

## Storia

### Unione dei Nazionalisti Lituani
L'Unione dei Nazionalisti Lituani nacque il 17 agosto 1924 dalla fusione tra il Partito del Progresso della Nazione (Tautos pažangos partija) e l'Unione dei Contadini di Lituania (Lietuvos žemdirbių sąjunga). Concorse alle elezioni parlamentari del 1926 ricevendo il 4,3% dei voti e tre seggi; in seguito al colpo di Stato del 1926, Antanas Smetona, esponente dei nazionalisti e già Presidente della Repubblica dal 1918 al 1920, assunse la guida del Paese instaurando un regime autoritario. Nel 1940, dopo l'occupazione della Lituania da parte dell'Unione Sovietica, il partito fu messo al bando.
Ricostituitosi nel 1990, si presentò alle elezioni parlamentari del 1992 insieme al Partito dell'Indipendenza, ottenendo il 2% dei voti e 3 seggi; alle parlamentari del 1996 siglò un'alleanza col Partito dei Democratici di Lituania, che raggiunse il 2,2%. Fu eletto un solo deputato nazionalista, Rimantas Smetona (che nel 1999 dette vita al Partito dei Nazionaldemocratici di Lituania, Lietuvos nacionaldemokratų partiją).
Alle parlamentari del 2000 il partito si fermò sotto l'1% e perse la propria rappresentanza, conseguendo solo lo 0,2% alle successive parlamentari del 2004.
L'11 marzo 2008, in vista delle elezioni parlamentari, confluì nell'Unione della Patria - Conservatori di Lituania.
Ricostituitosi nel 2011, alle parlamentari del 2012 fu parte integrante della lista Per la Lituania in Lituania (Už Lietuvą Lietuvoje), che ottenne meno dell'1%; alle parlamentari del 2016 concorse con Giovane Lituania, ma l'alleanza si fermò allo 0,6%.

### Il Partito dei Repubblicani
Il Partito dei Repubblicani fu fondato nel 1990 da Kazimieras Petraitis. Nel 1997 fu tra i promotori dell'alleanza Unione Popolare di Lituania "Per una Lituania Giusta" (Lietuvos liaudies sąjunga „Už teisingą Lietuvą“), insieme al Partito Popolare di Lituania (Lietuvos liaudies partija) e al Movimento Apartitico "Elezioni-96" (Nepartinių judėjimas „Rinkimai-96“), cui si aggiunsero, nel 1998, il Partito dei Socialisti di Lituania e l'Unione dei Russi di Lituania, che abbandonarono successivamente il progetto. Nel 2000 l'alleanza divenne un partito unitario (nel 2009 sarebbe confluito in Nuova Unione (socioliberali)), ma i repubblicani non vi presero parte, proseguendo un percorso politico autonomo.

## Risultati elettorali
| Elezione                        | Voti                            | %                               | Seggi                           |
| Unione dei Nazionalisti Lituani | Unione dei Nazionalisti Lituani | Unione dei Nazionalisti Lituani | Unione dei Nazionalisti Lituani |
| ------------------------------- | ------------------------------- | ------------------------------- | ------------------------------- |
| Parlamentari 1926               | 43.841                          | 4,31                            | 3 / 85                          |
| Parlamentari 1992               | 36.916                          | 1,99                            | 3 / 141                         |
| Parlamentari 1996               | 28.744                          | 2,20                            | 1 / 141                         |
| Parlamentari 2000               | 12.884                          | 0,88                            | 0 / 141                         |
| Parlamentari 2004               | 2.482                           | 0,21                            | 0 / 141                         |
| Parlamentari 2008               | N.D.                            | N.D.                            | N.D.                            |
| Parlamentari 2012               | 12.854                          | 0,98                            | 0 / 141                         |
| Europee 2014                    | 22.858                          | 2,00                            | 0 / 11                          |
| Parlamentari 2016               | 6.867                           | 0,56                            | 0 / 141                         |
| 1. 2. 3. 4. 5.                  |                                 |                                 |                                 |
| Partito dei Repubblicani        |                                 |                                 |                                 |
| Parlamentari 1996               | 5.063                           | 0,39                            | 0 / 141                         |
| Parlamentari 2000               | 21.583                          | 1,47                            | 0 / 141                         |
| Parlamentari 2004               | 4.326                           | 0,36                            | 0 / 141                         |
| Parlamentari 2012               | 3.661                           | 0,28                            | 0 / 141                         |
| 1.                              |                                 |                                 |                                 |